# Sân vận động Cần Thơ
Sân vận động Cần Thơ là một sân vận động đa năng nằm ven bờ sông Hậu, trên đường Lê Lợi, phường Cái Khế, thành phố Cần Thơ. Sức chứa hiện tại của sân vào khoảng 30.000 chỗ ngồi. Tuy vậy, sân có thể đáp ứng khoảng 50.000 người do còn chỗ ở các bậc không lắp ghế và có thể tận dụng lối đi rộng khoảng 6m bên trên các khán đài B, C, D. Sân vận động không những tổ chức bóng đá mà còn tổ chức giải đua xe mô tô.

## Lịch sử
Cho đến nay, chưa có thông tin xác định chính xác thời điểm hình thành cũng như lịch sử của sân Cần Thơ. Sân được cho là đã được xây dựng từ thời Pháp thuộc, lúc mới hoàn thành có sức chứa tối đa lên đến 50.000 người. Sau khi sửa chữa, nâng cấp vào năm 1981, sân Cần Thơ cũng là một trong những sân vận động tổ chức giải bóng đá SKDA năm 1984.
Trước kia, sức chứa của sân Cần Thơ ước tính khoảng 50.000 chỗ (trong đó khán đài A có khoảng 500 ghế, còn lại không có ghế), sau giảm còn khoảng 45.000 chỗ (trong đó khán đài A được lắp ghế toàn bộ với 5.000 ghế). Sau lần cải tạo lắp ghế ngồi năm 2019, sân tiếp tục giảm ghế ngồi xuống còn 30.000 chỗ.

## Cơ sở vật chất
Sân được chia làm 4 khán đài với 4 màu khác nhau (lục, đỏ, vàng, lam). Khán đài A, được xem là khán đài VIP, được xây dựng mới vào năm 2016 với mái che và toàn bộ khán đài được lắp ghế. Khán đài B, C, D nối tiếp nhau theo hình chữ C bằng bê tông sắp xếp tương tự như các bậc thang. Năm 2019, ba khán đài B, C, D đã được lắp gần hết ghế nhựa ngồi màu xanh lục và xanh lam thay cho các bậc ngồi bằng bê tông, tuy nhiên do các bậc quá thấp nên 2 bậc mới lắp được 1 hàng ghế. Điểm độc đáo của sân Cần Thơ là các khán đài được xây theo kiểu đắp đất tạo thành lòng chảo khán đài. Ở trên chóp khán đài có đường vòng cung rộng khoảng 6m để khán giả di chuyển dễ dàng và cũng là nơi khán giả có thể đứng xem trong trường hợp sân bóng quá đông. Do khán đài được đắp bằng đất nên người ta đã trồng các hàng cây xanh ngay phía mặt ngoài để tạo thành bóng mát tự nhiên.
Kích thước mặt sân theo tiêu chuẩn thi đấu với hệ thống thoát nước tốt, vẫn đảm bảo thi đấu tốt với điều kiện mưa to. Ngoài ra, sân còn có 2 phòng kỹ thuật cho các đài truyền hình, đơn vị báo chí tác nghiệp, 8 đường thi đấu điền kinh, 4 đường đua xe môtô, bảng điểm điện tử và 4 trụ đèn và hệ thống đèn ở mái khán đài A đảm bảo phục vụ các trận đấu bóng đá và sự kiện diễn ra vào buổi tối.

## Khai thác
Sân vận động Cần Thơ là sân nhà của câu lạc bộ bóng đá Cần Thơ, đội bóng từng thi đấu ở giải Vô địch Quốc gia. Trong thập niên 90 khi Cần Thơ đang thi đấu thành công ở giải A1 toàn quốc, khán giả đến sân trung bình khoảng 10.000 người mỗi trận. Khán giả chỉ đến đầy sân khi tổ chức giải bóng đá quốc tế và hơn nửa sân khi sân vận động tổ chức đua xe môtô. Cuộc đua xe mô tô trên sân vận động Cần Thơ một năm thường tổ chức 3 lần vào ngày mùng 4 Tết, ngày 30 tháng 4 và ngày 2 tháng 9. Giải U-21 Quốc tế do báo Thanh Niên tổ chức năm 2014 đã chứng kiến kỷ lục khán giả với hơn 53.000 người trong trận chung kết giữa U-19 Hoàng Anh Gia Lai và U-21 Thái Lan, và trận đấu giao hữu giữa đội tuyển Việt Nam và câu lạc bộ Nhật Bản Avispa Fukuoka năm 2016 cũng có số khán giả rất đông.
Tháng 4 năm 2016, chủ đầu tư Xổ số kiến thiết Cần Thơ quyết định nâng cấp khán đài A có mái vòm cao 40m với số tiền xấp xỉ 17 tỷ đồng.